# Heteropoda sarotoides
Heteropoda sarotoides är en spindelart som beskrevs av Järvi 1914. Heteropoda sarotoides ingår i släktet Heteropoda och familjen jättekrabbspindlar. Inga underarter finns listade i Catalogue of Life.